# Marlena Zagoni-Predescu
Marlena Zagoni (născută Predescu; n. 22 ianuarie 1951, Lucieni, România – d. 31 iulie 2025) a fost o canotoare română, laureată cu bronz la Moscova 1980 în proba de 8+1.

## Distincții
- Ordinul „Meritul Sportiv” clasa a III-a (15 aprilie 1981) „pentru rezultatele deosebite obținute la Jocurile olimpice de vară de la Moscova — 1980, precum și pentru contribuția adusă la dezvoltarea activității sportive și la creșterea prestigiului sportului românesc pe plan internațional”[5]